# Burmattus pachytibialis
Burmattus pachytibialis is een spinnensoort uit de familie springspinnen (Salticidae). De soort komt voor in Soembawa.